# Golflabda
A golflabda a golf nevű sport elengedhetetlen eszköze. A sportban az a lényeg, hogy a golflabdát a pályán kijelölt lyukba kell juttatni.

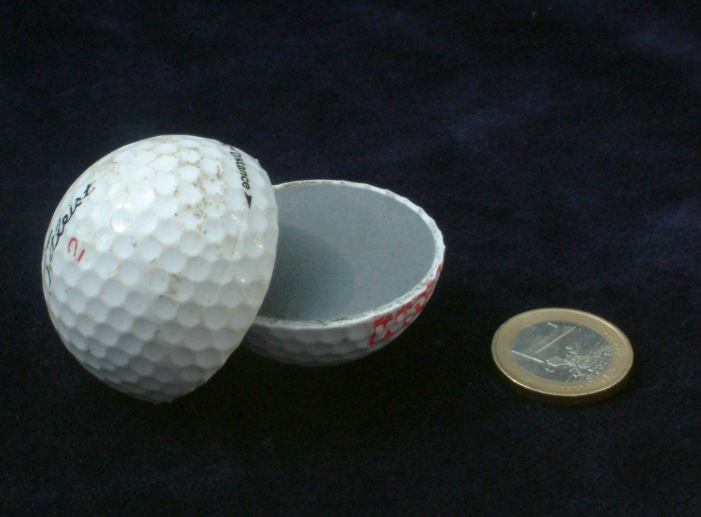
Golflabda és golflabdahéj

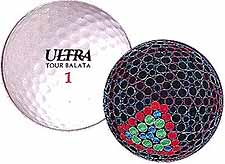
Golflabda

## Megjelenés, méret
A golf szabályai meghatározzák a golflabdák méretét és megjelenését. Az átmérőjük 42,67 mm, a maximális tömegük 45,93 g. A labda felületén 366 szabályosan elhelyezkedő kör alakú bemélyedés (ún. dimple) található. Az ütőfej által okozott forgás miatt, szükség van a labda repülés közben történő iránystabilizációjára. A felület kialakítása megakadályozza a labda forgásirányba történő elmozdulását és háromszorosára növeli a repülés távolságát.

## Anyag, gyártás
A golflabdát kemény, mesterséges anyagból (az 1960-as évek közepétől többnyire szintetikus ionomer gyantából) készült héj borítja (korábban guttapercha-ból készült), amely a magtól elkülönül és esetenként több rétegből áll. A kemény gyanta vagy uretán héj belsejében több rétegű mag található, amelyet glicerines folyadékkal töltött műanyagból vagy (folyékony) fémből készítenek. A golflabdákat megszámozzák, lehetővé téve azt, hogy a labda, egy másik játékos azonos márkájú és típusú labdájától megkülönböztethető legyen. Ezért a labda későbbi azonosításához az elütés előtt meg kell jegyezni a labda márkáját, típusát és számát.